# Earl
Earl – najstarszy i pierwotnie najwyższy brytyjski tytuł feudalny, następnie arystokratyczny. Samo słowo wywodzi się ze skandynawskiego jarl (pierwotnie znaczyło to po prostu człowiek możny, potężny, bogaty, później było tytułem wodzów drużyny zbrojnej, namiestników królewskich, zarządców prowincji. W XIII wieku w Szwecji był to tytuł najwyższego urzędnika państwa). Encyclopædia Britannica wywodzi ten tytuł również od starofrancuskiego eorl, oznaczającego szlachcica, wojownika. Wprowadzony w Anglii w XI w. po najeździe duńskim w miejsce wcześniej używanego tytułu Ealdormana. Kontynentalnym odpowiednikiem earla jest hrabia (tłumaczony w jęz. ang. jako count, counte).

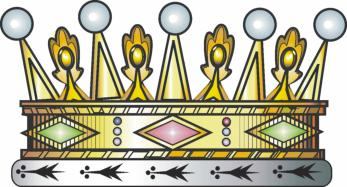
Heraldyczna Korona earla stosowana razem z hełmem i klejnotem

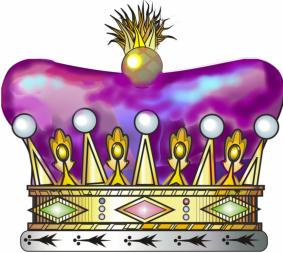
Pełna korona earla, z aksamitną wkładką

Mianowany przez króla był zarządcą dzielnicy państwa, mającym władzę wojskową i sądowniczą, odpowiednikiem kontynentalnego komesa. Tytuł stopniowo stał się dziedziczny, tracąc znaczenie urzędnicze. Do roku 1355 była to w Anglii najwyższa godność, po ustanowieniu tytułów diuka i markiza – na trzecim miejscu w hierarchii świeckich parów Anglii (od roku 1707 – Wielkiej Brytanii), powyżej tytułu viscount (wicehrabia). Tytuł earl przysługuje Marszałkom Anglii, Irlandii i Zjednoczonego Królestwa. Tytuł Earl Marshall of England jest obecnie dziedziczny w rodzinie książąt Norfolk.
Żona earla to countess (pol. hrabina); odpowiednikami "kontynentalnymi" tytułu earl są: graf i hrabia.
W brytyjskiej hierarchii tytułów arystokratycznych pierwsze miejsce mają tytuły angielskie, następnie szkockie, brytyjskie, irlandzkie nadane przed 1801, a na końcu tytuły Zjednoczonego Królestwa i Irlandii nadane po 1801 r. Dotyczy to wszystkich brytyjskich tytułów, w tym także tytułu earl. W ramach poszczególnych grup o hierarchii decyduje data nadania.
Obecnie istnieje (należy przez to rozumieć liczbę rodzin uprawnionych do posiadania danego tytułu) w Anglii 20 tytułów "earla", w Szkocji – 39, tytułów "earla Wielkiej Brytanii" jest 24, Irlandii – 30, "earla Zjednoczonego Królestwa Wielkiej Brytanii i Północnej Irlandii" – 80.
Najstarszy tego typu tytuł w całej Wielkiej Brytanii, nadany jeszcze w 1114 roku, należy obecnie do Margaret Countess of Mar, liczony jest jednak jako 4. z kolei szkocki earl, ponieważ brana pod uwagę jest data jego ponownego nadania (1457 r.) a nie pierwszego ustanowienia.